# Aleksandrowo (powiat żniński)
Aleksandrowo – wieś w Polsce położona w województwie kujawsko-pomorskim, w powiecie żnińskim, w gminie Barcin na trasie linii kolejowej Inowrocław – Pakość – Barcin – Żnin. Wieś jest częścią składową sołectwa Piechcin.
W latach 1975−1998 miejscowość należała administracyjnie do województwa bydgoskiego. Według Narodowego Spisu Powszechnego (III 2011 r.) liczyła 64 mieszkańców. Jest piętnastą co do wielkości miejscowością gminy Barcin.